# Fungos dematiáceos

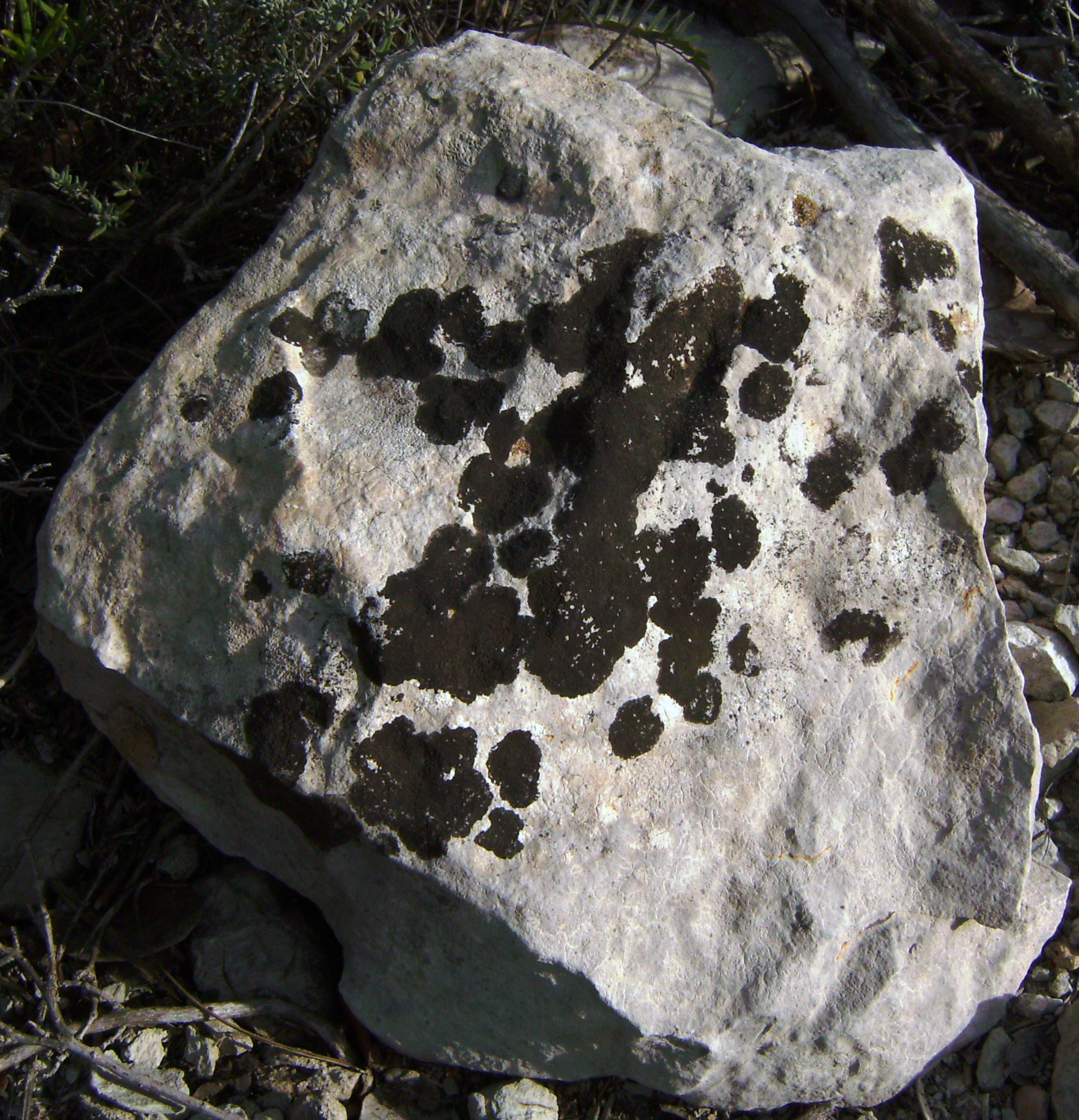
Fungos negros (na forma de fungo liquenizado) sobre uma pedra calcária.

Fungos dematiáceos, também conhecidos pelos nomes comuns de fungos negros (ou leveduras negras, do inglês black yeast), fungos microcoloniais ou fungos meristemáticos, é a designação genérica dada a um grupo diversificado de microfungos de crescimento lento e reprodução maioritariamente assexuada (fungos imperfeitos), caracterizados por apresentarem pigmentação escura devido à presença de compostos do complexo melanínico na sua parede celular.

## Descrição
A designação fungos dematiáceos, pouco significativa do ponto de vista taxonómico por ser claramente polifilética, descreve um grupo diverso de microfungos de crescimento lento que se reproduzem principalmente por esporulação assexuada. Neste grupo alguns géneros foram observados a reproduzirem-se por gemulação, mas a forma preponderante de reprodução é hifal ou meristemática (isodiamétrica).
Apesar da sua diversidade, os fungos dematiáceos partilham múltiplas características distintivas, em particular a melanização das suas paredes celulares. A plasticidade morfológica, a incrustação da parede celular com melaninas e a presença de outras substâncias protectoras,  como carotenoides e micosporinas, são adaptações fisiológicas passivas que conferem a estes fungos uma alta resistência contra as pressões ambientais, em particular a exposição à radiação solar em ambientes inóspitos. A presença de 1,8-dihidroxinaftaleno-melanina na parede celular destes fungos resulta numa coloração característica entre o oliváceo, o castanho-escuro e o negro.
O agrupamento compreende pelo menos dois grupos de fungos filogeneticamente muito diferenciados. Muitos pertencem às ordens Capnodiales, Dothideales e Pleosporales (classe Dothideomycetes).
A maioria destes fungos tem distribuição natural restrita a habitats com características extremas de radiação solar, secura ou temperatura, podendo por isso ser considerados extremotolerantes ou mesmo extremófilos. Muitos membros deste grupo ocorrem como colonizadores de rochas nuas em regiões de forte insolação, como na bacia do Mediterrâneo e em regiões desérticas (quentes ou frígidas), o que leva a que sejam frequentemente referidos como fungos incrustantes das rochas ou fungos saxícolas. Também ocorrem em salinas e outros ambientes halinos caracterizados por forte insolação.
Os fungos dematiáceos, considerados como incluindo os organismos eucarióticos mais resistentes conhecidos, foram pela primeira vez descritos na década de 1980, em três artigos científicos seminais quase concomitantes.
Os fungos dematiáceos do taxon Chaetothyriales (classe Eurotiomycetes) são encontrados em ambientes ricos em hidrocarbonetos em espaços interiores, protegidos mas pobres em  nutrientes. Podem também ocorrer como patógenos oportunistas em hospedeiros vertebrados, provocando diversas afecções como cromoblastomicose, feohifomicose e diversas formas de dermatite e de outras doenças cutâneas (entre estes organismo está Exophiala dermatitidis (Wangiella)). Várias espécies ocorrem associadas a líquenes e a outros organismos fotótroficos, causando helmintosporiose e antracnose em diversas famílias de plantas, e por vezes associados a formigas em formas específicas de associação mutualista.
Em anos recentes, alguns fungos dematiáceos, como E. dermatitidis ou Hortaea werneckii, atraíram a atenção dos investigadores da área da astrobiologia como microorganismos modelo. Outras áreas de interesse são a utilização destes fungos em biorremediação de ecossistemas poluídos por biofiltração, o estudo dos efeitos da radiação ionizante em áreas contaminadas, a biodeterioração de materiais e os mecanismos de adaptação a altas concentrações de sal. Um esforço colaborativo coordenado pelo Broad Institute visa sequenciar o genoma de diversos fungos dematiáceos com o objectivo de esclarecer a sua ecologia, filogenia e patogenicidade.
Um artigo científico publicado em 2011 sobre a ocorrência de fungos dematiáceos potencialmente patogénicos em máquinas de lavar louça domésticas foi parcialmente reportado pela comunicação social e teve difusão viral.
Os fungos dematiáceos não apresentam qualquer relação como a espécie comestível Auricularia polytricha.